# Christiania

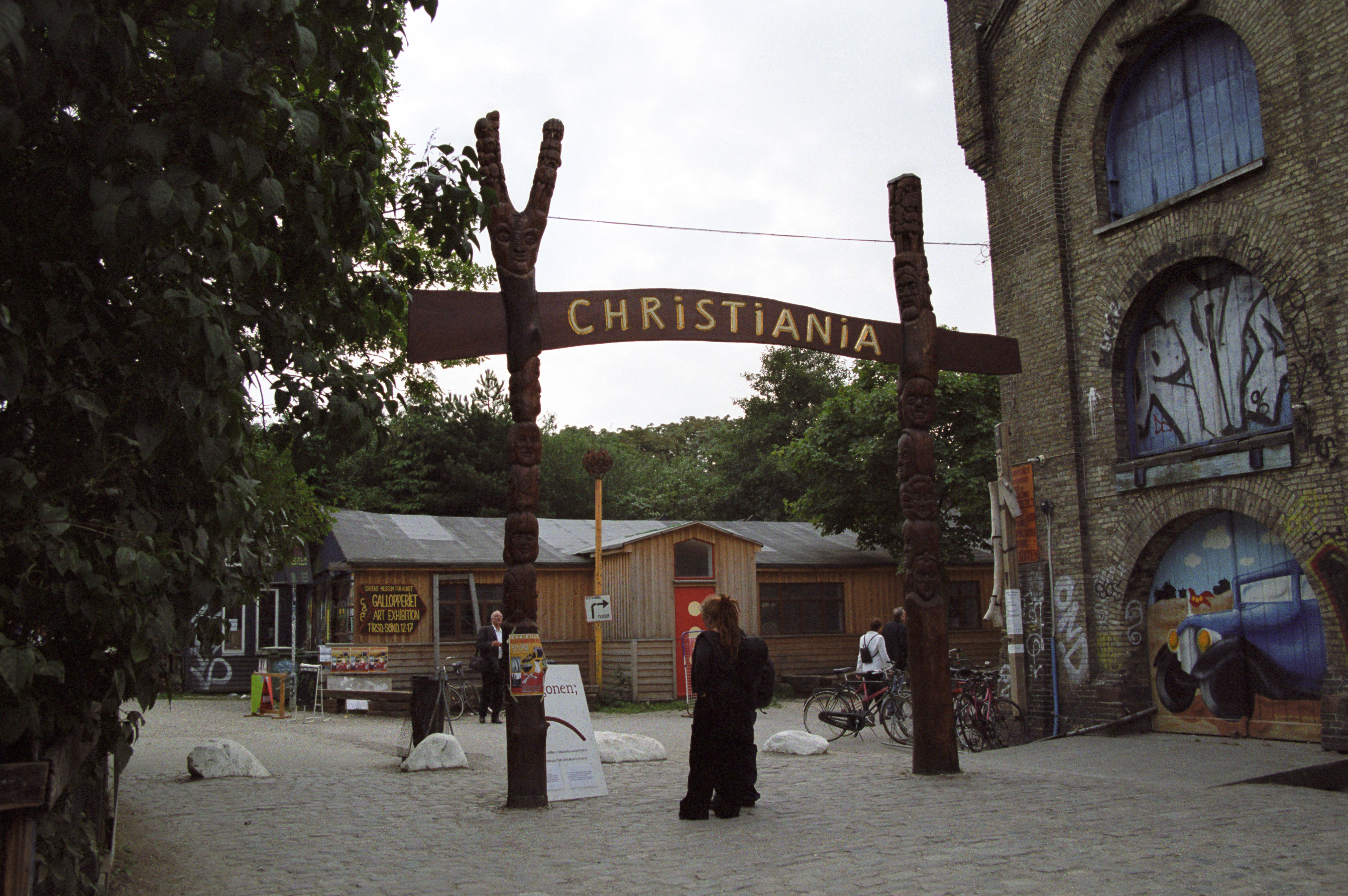
Entrada principal de Christiania

Christiania, também conhecida como Cidade Livre de Christiania (em dinamarquês: Fristaden Christiania) é uma comunidade independente e autogestionada localizada na cidade de Copenhaga, Dinamarca, com cerca de 850 habitantes, cobrindo uma área de 34 hectares, no bairro de Christianshavn na capital dinamarquesa Copenhague.
As Autoridades publicas consideram Christiania como uma grande comuna, uma área de um status único na medida em que é regulada por uma lei especial, a Lei de Christiania, a lei de 1989, que transfere partes da supervisão da área do município de Copenhague para o estado. Christiania tem sido uma fonte de controvérsia desde sua criação, numa área militar em 1971. O comércio de cannabis foi tolerado pelas autoridades até 2004. Desde então, as medidas para normalizar o estatuto jurídico da comunidade levaram a conflitos, e as negociações estão em andamento. A antiga área recém abandonada de bases militares de Badsmandsstraedes Kaserne, localizada nas proximidades de Christianshavn, um subúrbio da capital dinamarquesa, foi ocupada em 1971 por alguns milhares de hippies, anarquistas, artistas e músicos, como uma forma de protesto ao governo da Dinamarca.
Naquela época, muitas pessoas provenientes de diversas grandes cidades dinamarquesas sentiam-se traídas pelo governo, acreditando haver certo descaso quanto ao sistema habitacional por parte dos políticos e seus representantes. Os primeiros ocupantes da área que mais tarde viria a ser nomeada de Christiania tinham como ideal comum a rejeição a certos valores morais e convenções sociais e, principalmente, aos ideais capitalistas que assolaram a Europa no contexto pós-Segunda Guerra Mundial. Os habitantes de Christiania também queriam um espaço verde e aberto, para que pudessem criar seus filhos longe do crescente tumulto de Copenhaga.
O espírito da comunidade de Christiania foi logo permeado por valores anarquistas e do movimento hippie, num contraste com a ideia original de ocupar a área como um mecanismo de defesa e refúgio.
Tentativas judicialmente legais feitas por órgãos estatais para a retirada dos habitantes de Christiania (tidos como "indesejáveis perturbadores da paz e da ordem" pelos outros moradores de Christianshavn e Copenhaga) fracassaram devido ao enorme número de pessoas e à enormidade da área ocupada. Seus moradores passaram então a tratar Christiania como uma "Experiência Social", até que o uso e o destino das terras fosse finalmente decidido. Em contrapartida, os ocupantes consentiram em arcar com as despesas de água e energia eléctrica.
Os actuais moradores de Christiania referem-se a si próprios como moradores de uma cidade livre, administrativamente independentes das autoridades nacionais. Moradores ainda mais formais tratam Christiania como uma Comunidade Autónoma.
Christiania oferece uma infinidade de atracções artísticas e intensa vida cultural. A arquitectura individualista e pitoresca, bem como a planta da comunidade são as expressões e marcas de um estilo de vida alternativo lá representado. Todos os tipos de serviços passaram a ser introduzidos e oferecidos à população ao longo dos anos: desde a recolha de lixo e limpeza das ruas, até serviços de correio e escola. Não há contratos de aluguéis nem propriedades de imóveis, de modo que cada um mantém uma relação muito pessoal com a casa a qual habita. A solução de conflitos e problemas comunitários é feita democraticamente e baseada em consenso geral, de modo que cada indivíduo possui responsabilidade na manutenção da ordem no âmbito da comunidade. Não existe polícia, portanto reuniões e encontros de caráter diverso são organizados com o objectivo de se tomar decisões em favor da comunidade e de se propor intervenções quando se fizer necessário, podendo um membro receber como "Penalidade Máxima" a exclusão permanente da comunidade. Não obstante, parte dos habitantes não pertencem integralmente à comunidade, e muitos trabalham inclusive além das fronteiras de Christiania, pagando impostos regularmente ao governo dinamarquês – e, ao mesmo tempo, parte à administração da cidade livre.
Carros e as chamadas "drogas pesadas" tiveram que ser proibidos em Christiania, devido ao cerco e difamação inferidos pelo governo dinamarquês. Já o consumo de drogas tidas como "leves" passou a ser tolerado dentro dos limites da comunidade há cerca de trinta anos pelo governo dinamarquês. Entretanto, em 16 de Março de 2003, autoridades evacuaram a rua Pusher Street, que se tornou conhecida como ponto de venda de maconha – uma atracção turística –, e prenderam mais de 50 negociadores da erva.